# Shedim
Los Shedim (hebreo : שֵׁדִים) son espíritus o demonios en la mitología judía. Sin embargo, no son necesariamente equivalentes a la connotación moderna de los demonios como entidades malvadas. Mientras que en el judaismo antiguo se creía que los espíritus malignos eran la causa de las enfermedades, los shedim son conceptualmente diferentes en tanto que no son semidioses malvados, sino más bien se refieren a los dioses extranjeros mismos. En tal sentido, los shedim son malvados simplemente en el sentido de que no son Dios.
Aparecen mencionados solo dos veces (siempre en plural) en el Tanaj, en el Salmo 106: 37 y Deuteronomio 32:17, en ambas ocasiones, en referencia a sacrificios de niños o animales. Aunque la palabra se deriva tradicionalmente a partir de la raíz swd (hebreo : שוד Shud) que transmite el significado de "actuar con violencia" o "por el que los residuos" fue posiblemente una palabra préstamo de Acadia en la que la palabra shedu se refería a un espíritu que podía ser protector o malévolo. Con la traducción de textos hebreos al griego, bajo la influencia del dualismo zoroastriano, shedim fueron traducidos a daimonia con negatividad implícita. De lo contrario, más tarde en la cultura judeo-islámica, shedim se convirtió en la palabra hebrea para Jinn con una actitud moralmente ambivalente.

## Origen
Según una leyenda, los shedim son descendientes de serpientes, o de demonios en forma de serpientes, aludiendo a la serpiente en el Edén como se relata en el Génesis. Según una opinión común, son descendientes de Lilit, de su unión con Adán u otros hombres.
Otra leyenda dice que Dios había comenzado a hacerlos, con la intención de que fueran humanos, pero no completó su creación porque estaba descansando durante el sábado . Incluso después del sábado, les dejó cómo muestra de que cuando llega el sábado, todo el trabajo debe ser visto como completo.
El Zohar los describe como descendientes de Azazel y Naamá.

## Rasgos
El Talmud describe a los Shedim como poseedores de algunos rasgos de los ángeles y algunos rasgos de los humanos.
De tres maneras son como ángeles ministradores: tienen alas como ángeles ministrantes; y vuelan de un extremo del mundo al otro como ángeles ministrantes; y saben lo que será en el futuro como ministrar ángeles. Y de tres maneras son similares a los humanos: comen y beben como los humanos; se multiplican como los humanos; y mueren como humanos.
Pueden causar enfermedades y desgracias  seguir a los muertos y volar alrededor de las tumbas. Supuestamente, personas pecadoras sacrificaron a sus hijas al shedim, pero no está claro si el sacrificio consistió en el asesinato de las víctimas o en la satisfacción sexual de los demonios.
Hay muchas cosas que se aconseja no hacer para evitar invocar shedim, como silbar o incluso decir la palabra "shedim". Judá ben Samuel de Regensburg escribió en su testamento que no se deben cerrar las ventanas por completo porque atrapa a los shedim en la casa.
Los shedim no siempre son vistos como criaturas maliciosas y también se consideran útiles para los humanos. Se dice que incluso pueden vivir de acuerdo con la Torá, como Asmodeo.

## Apariencia
Se dice que los Shedim tenían los pies y las garras de un gallo. Para ver si los shedim estaban presentes en algún lugar, se arrojaron cenizas al suelo o al piso, y luego sus pasos se hicieron visibles.
Los Shedim pueden cambiar de forma y asumir una forma humana. El Talmud cuenta que Asmodeo asumió la forma del rey Salomón y gobernó en su lugar por algún tiempo. Sin embargo, nunca se lo vio descalzo porque no podía ocultar sus pies.

En el Zohar:
La Shejiná escondió a Ester de Asuero y le dio una Shedah mientras ella regresaba a los brazos de Mardoqueo. [...] Es por eso que un hombre debe hablar con su esposa antes de emparejarse con ella, porque ella podría haber sido intercambiada con un demonio femenino.